# ادوارد مور (قایقران روئینگ)
ادوارد مور (انگلیسی: Edward Moore; ۲۰ اکتبر ۱۸۹۷ – ۹ فوریهٔ ۱۹۶۸) قایقران روئینگ اهل ایالات متحده آمریکا بود.